# Luna E-8-5 No.402
Luna E-8-5 No.402, còn được gọi là Luna Ye-8-5 No.402, và đôi khi được NASA xác định là Luna 1969C, là một tàu vũ trụ của Liên Xô dưới chương trình Luna bị mất trong thất bại khi phóng lên quỹ đạo vào năm 1969. Nó là một tàu vũ trụ Luna E-8-5 5,600 kilôgam (12,300 lb), chiếc tàu đầu tiên trong số ít nhất mười một chiếc được phóng. Nó được thiết kế để thực hiện hạ cánh mềm trên Mặt trăng, thu thập một mẫu đất mặt trăng và mang mẫu về Trái Đất để nghiên cứu. Đó là, cùng với Luna 15, một trong hai nhiệm vụ không thành công đã được Liên Xô đưa ra trong một nỗ lực cuối cùng để vượt qua Apollo 11 trong cuộc đua tới Mặt trăng.
Luna E-8-5 No.402 được phóng vào lúc 04:00:07 UTC ngày 14 tháng 6 năm 1969 trên đỉnh một tên lửa đẩy mang tên Proton-K 8K78K với giai đoạn Blok D, bay từ vị trí 81/24 tại sân bay vũ trụ Baikonur. Giai đoạn trên không thành công, và do đó tàu vũ trụ không đạt được quỹ đạo Trái Đất. Trước khi phát hành thông tin về sứ mệnh của mình, NASA đã xác định chính xác rằng đó là một nhiệm vụ mang về mẫu thử đất đá trên Mặt Trăng của Liên Xô. Tuy nhiên, họ tin rằng một nỗ lực trước đó đã được thực hiện, bằng cách sử dụng một tàu vũ trụ phóng vào ngày 30 tháng 4, cũng đã bị mất trong một thất bại khi phóng lên. Họ chỉ định lần thất bại đó của Liên Xô bằng mã tàu vũ trụ Luna 1969B. Không có tàu vũ trụ Luna hay tên lửa Proton nào được phóng vào ngày đó.